# 奧克泉 (亞利桑那州)
奧克泉（英語：Oak Springs）是位於美國亞利桑那州阿帕契縣的一個人口普查指定地區。根據2010年美國人口普查，該地共人口500人，而該地的面積約為0.48平方千米。

## 地理
奧克泉的座標為35°28′32″N 109°07′39″W / 35.47556°N 109.12750°W，而該地最高點為海拔高度1994米（即6542英尺）。